# Lugano Tigers
A Associazione Lugano Basket, também conhecida pelo nome Lugano Tigers, é um clube profissional de basquetebol situado na comuna de Lugano, Cantão de Ticino, Suíça que disputa atualmente a Ligue Nationale A. Fundado em 1981, manda seus jogos no Instituto Helvético.

## História
Clube fundado em 1981 após fusão do Federale Lugano e Viganello, sendo que o primeiro deles já possuía títulos nacionais, e já em 1982 conquista a Copa da Suíça. Em 1999 durante a gestão do então presidente Giovanni Antonini, a agremiação passa a chamar-se Lugano Snakes e na temporada 2000-01 disputou a Euroliga

## Temporada por temporada
| Temporada | Nivel | Liga | Pos.                                     | Res                                      | Resultado                                | PO                                       | Copa de Suíça | Competições Europeias | Competições Europeias | Competições Europeias |
| --------- | ----- | ---- | ---------------------------------------- | ---------------------------------------- | ---------------------------------------- | ---------------------------------------- | ------------- | --------------------- | --------------------- | --------------------- |
| 2007-08   | 1     | LNA  | 2                                        | 17-5                                     | Finalista                                | 8-5                                      | Finalista     |                       |                       |                       |
| 2008-09   | 1     | LNA  | 3                                        | 13-8                                     | Finalista                                | 8-9                                      |               |                       |                       |                       |
| 2009-10   | 1     | LNA  | 3                                        | 26-4                                     | Campeão                                  | 9-2                                      |               |                       |                       |                       |
| 2010-11   | 1     | LNA  | 1                                        | 24-3                                     | Campeão                                  | 9-1                                      | Campeão       | Eurochallenge         | TR                    | 2-4                   |
| 2011-12   | 1     | LNA  | 1                                        | 20-4                                     | Campeão                                  | 9-4                                      | Campeão       |                       |                       |                       |
| 2012-13   | 1     | LNA  | 3                                        | 16-10                                    | Finalista                                | 8-6                                      |               |                       |                       |                       |
| 2013–14   | 1     | LNA  | 1                                        | 23-5                                     | Campeão                                  | 7-4                                      |               | –                     | –                     | –                     |
| 2014–15   | 1     | LNA  | 3                                        | 6-4                                      | Semifinalista                            | 2-3                                      | Campeão       | –                     | –                     | –                     |
| 2015–16   | 1     | LNA  | 5                                        | 17-10                                    | Semifinalista                            | 3-5                                      |               | –                     | –                     | –                     |
| 2016-17   | 1     | LNA  | 3                                        | 15-10                                    | Semifinalista                            | 5-3                                      |               |                       |                       |                       |
| 2017-18   | 1     | LNA  | 3                                        | 21-6                                     | Semifinalista                            | 4-3                                      |               |                       |                       |                       |
| 2018-20   | 1     | SLB  | 7                                        | 13-12                                    | Quartas de finais                        | 0-3                                      |               |                       |                       |                       |
| 2019-20   | 1     | SLB  | Cancelado por causa da Pandemia de Covid | Cancelado por causa da Pandemia de Covid | Cancelado por causa da Pandemia de Covid | Cancelado por causa da Pandemia de Covid |               |                       |                       |                       |
| 2020-21   | 1     | SLB  | 6                                        | 9-15                                     | Quartas de finais                        | 0-2                                      |               |                       |                       |                       |

## Títulos

### Ligue Nationale A
- Campeão (8):1999-00, 2000-01, 2001-02, 2005-06, 2009-10, 2010-11, 2011-12 e 2013-14

### Copa da Suíça
- Campeão (7): 1982, 2001, 2002, 2011, 2012, 2015